# Anchoa hepsetus
Anchoa hepsetus es una especie de pez del género Anchoa.

## Descripción
La especie cuenta con 14-17 radios blandos dorsales, 20-24 radios blandos anales, ausencia de espinas dorsales y anales. Presenta un hocico puntiagudo que mide poco más de 3/4 del diámetro del ojo, el maxilar es relativamente largo, canales del opérculo de tipo panamensis. Cuenta además con una franja o banda de color plata que suele ser brillante a lo largo del flanco cuya anchura es uniforme, uno de los rasgos más característicos de este pez o género. El dorso es de color verde, puede presentar otros colores como amarillo en la parte de la cabeza, la parte dorsal de algunos ejemplares presenta puntos oscuros. Los melanóforos delimitan todas las escamas dorsales. En cuanto al tamaño, suele ser un pez grande y robusto, presenta una longitud común de 11 cm (4,33 pulgadas) aunque puede variar a 15,3 cm (6,02 pulgadas).

## Distribución y hábitat
Se distribuye por la parte del Atlántico occidental, en el estado de Massachusetts, en los Estados Unidos, ocasionalmente frecuenta al norte de Maine, además reportado en la provincia de Nueva Escocia, en Canadá, desde la parte sur hasta la ciudad de Fort Pierce, en el estado de Florida, además hacia el norte del golfo de México. Reportado desde el golfo de Venezuela hasta la parte sur de Uruguay. Suele habitar abundantemente en la bahía de Chesapeake hasta la Indias Occidentales. Se le considera un pez meridional. Especie marina pelágica y nerítica cuyo rango de profundidad es de 1-70 m, registrada en aguas subtropicales en las coordenadas 44°N-36°S, 98°O-32°O.
Suele habitar en bancos densos, normalmente en aguas someras costeras. Cuenta con la capacidad de tolerar diversidad de aguas salinas que van desde la hipersalina hasta el agua dulce, donde suele alimentarse de copépodos cuando son juveniles, gasterópodos, foraminíferos, ostrácodos y anélidos en la etapa de la adultez. Suele desplazarce en pequeños bancos, aunque ocasionalmente puede ser avistado en grandes cantidades, incluso fuera de su hábitat natural, motivo por el cual se le conoce como una especia gregaria.